# Uta Abe
Abe Uta (n. 14 iulie 2000, Kobe, Japonia) este o sportivă ce a reprezentat Japonia, medaliată olimpică. A participat la o ediție a Jocurilor Olimpice (2020) în care a câștigat o medalie de aur.